# Luci Domici Ahenobarb (pretor)
Luci Domici Ahenobarb (en llatí: Lucius Domitius Ahenobarbus) va ser un magistrat romà. Formava part de la gens Domícia i era de la família dels Ahenobarbs.
Va ser pretor romà l'any 80 aC. El 79 aC va ser nomenat procònsol de Quint Sertori i Quint Cecili Metel Pius el va cridar perquè l'ajudés en la lluita contra Sertori. Va ser derrotat i mort per Hirtuleu, qüestor de Sertori, prop del riu Anas.